# Alessandro Knips Macoppe

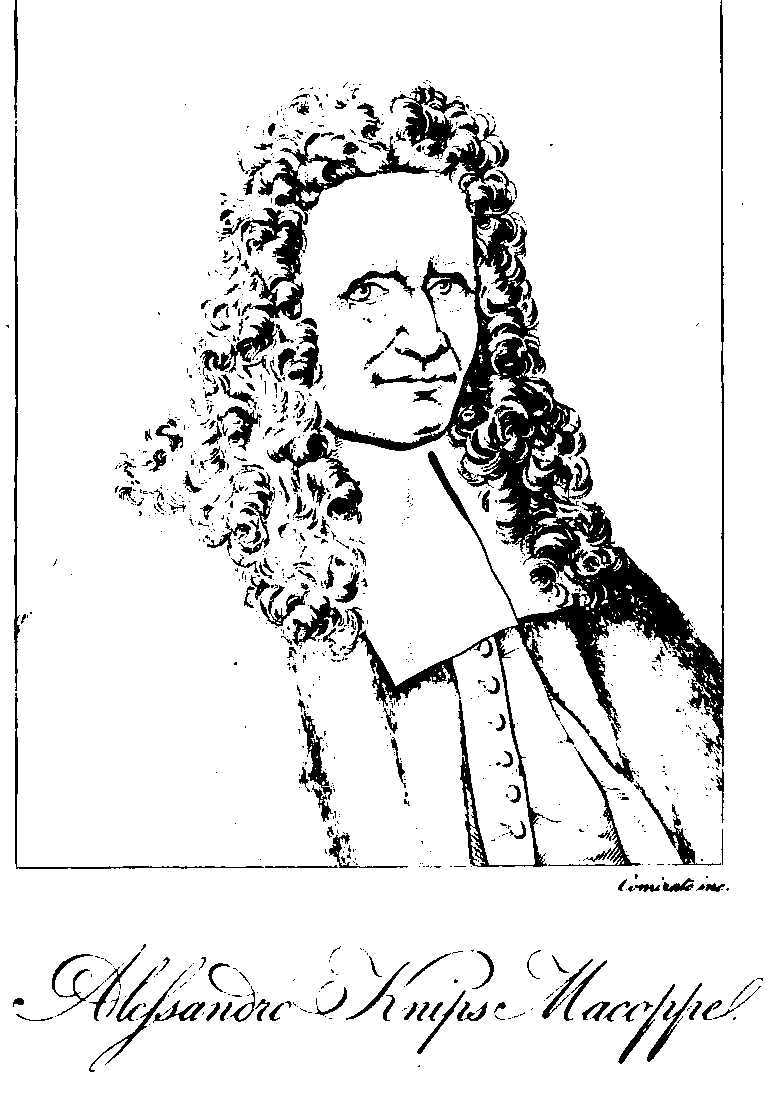
Professor Alessandro Knips Macoppe in Padua

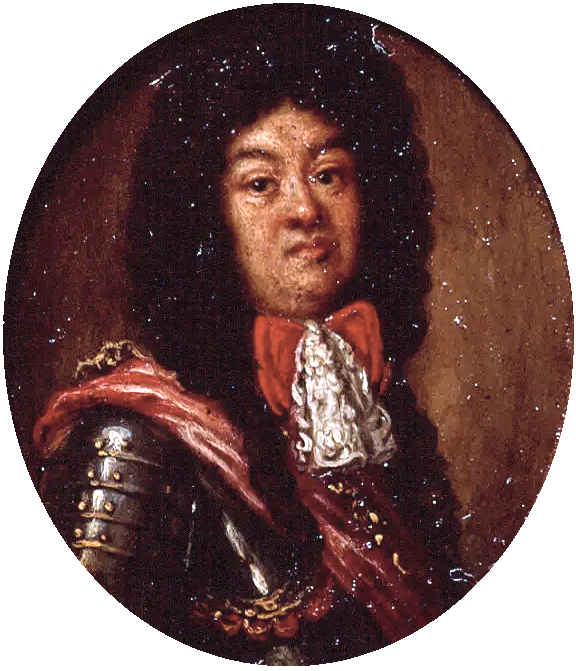
Alessandro Farnese bij wie hij lijfarts was

Alessandro Knips Macoppe (Padua, 10 december 1662 – aldaar, 10 augustus 1744) was een Italiaans medicus en hoogleraar geneeskunde aan de universiteit van Padua in de republiek Venetië.
Er zijn brieven met medische observaties van zijn hand bewaard, alsook citaten van hem gepubliceerd door andere medici.

## Naam
Zijn dubbele naam Knips Macoppe werd aangenomen door zijn grootvader Giovanni Knips. Giovanni Knips was een Duitse apotheker uit Keulen die geïmmigreerd was naar Padua. Deze voegde de naam van zijn echtgenote Macoppe toe aan zijn familienaam; Anna Macoppe of Macop was afkomstig uit het Rooms-Duitse Rijk en mogelijks uit de Spaanse Nederlanden.

## Levensloop
Alessandro Knips Macoppe was een zoon van medicus Giovanni Francesco Knips Macoppe en zijn vrouw Orsola Mensi in Padua. Hij noemde zich in het Latijn Italus parentibus tamen Germanis natus wat betekent: een Italiaan die nochtans geboren is uit Duitse ouders. 
In 1681 studeerde hij af aan de universiteit in zijn geboortestad als medicus en als filosoof. Een jaar later verlegde hij zijn medische praktijk van Padua naar de hoofdstad Venetië. Hij werkte zich op tot lijfarts van generaal Alessandro Farnese van het Venetiaanse leger. Knips Macoppe volgde Farnese in de zevende Ottomaans-Venetiaanse Oorlog die bekend staat als de Moreaanse Oorlog. Farnese was aanvoerder van Venetiaanse troepen in Morea, synoniem Peloponnesos in Griekenland. In 1687 trok Farnese zich terug in Madrid, en dit bijgestaan door lijfarts Knips Macoppe. Farnese stierf in 1689. Knips Macoppe maakte een reis naar de Spaanse Nederlanden en het koninkrijk Frankrijk; hij geraakte geïnteresseerd in de vele gevallen van syfilis en scheurbuik. Hij studeerde twee jaren geneeskunde bij aan de universiteit van Montpellier. In Montpellier wijdde hij zijn tijd aan de studie van chemie en farmacologie.
In 1693 stond Knips Macoppe terug in Padua, op vraag van professor C. Patin. Deze laatste overleed kort nadien (1693). Knips Macoppe geraakte op slag bekend toen hij voorspelde dat de autopsie van professor Patin een aneurysma van de aortaboog zou aantonen als doodsoorzaak. Er werd inderdaad een klonter aangetroffen in de aortaboog, die in die tijd werd omschreven als een poliep of aanwas binnenin het bloedvat.
Hij haastte zich om de bevinding van de aortapoliep te publiceren (1694). De publicatie werd zwaar op de korrel genomen door professor A. Pasta. Het aortaletsel werd afgedaan als een fenomeen na het overlijden en niet als de doodsoorzaak. Knips Macoppe betwistte dat. Hij bleef verbonden als lector en prosector bij de lessen anatomie in Padua. Hij kon echter niet doorgroeien tot anatoom ondanks de vele anatomische tekeningen die hij produceerde.
Een bevordering tot hoogleraar praktische geneeskunde volgde in 1703. Zijn lessen gingen vaak over de farmacologie. Hij was een voorstander van eenvoudige diëten en water drinken om gezond te blijven; bronwater uit de Euganische Heuvels nabij Padua waren voor hem heilzaam. Wat syfilis betrof, was hij een voorstander van het gebruik van kwik-preparaten. In 1711 bemoeide Knips Macoppe zich met een dispuut onder medici in Verona: hij verwierp het bestaan van een vas breve of kort vat. De Romeinse medicus Galenus had een kort vat beschreven dat vanuit de milt gal afscheidde naar de maag. Knips Macoppe verwees dit vat naar het rijk der fabelen.
In 1716 wisselde hij van leerstoel en bekleedde deze van de theoretische geneeskunde. Hij onderwees een empirische aanpak van de geneeskunde, eerder dan de traditionele geneeskunde op basis van humores of lichaamssappen. In de jaren 1730 werd hij daarnaast aangesteld in het ziekenhuis San Francesco als docent; hij moest er onderwijzen over de polsslag en urineonderzoek doch hij daagde nooit op. Hij doceerde wel over deze onderwerpen aan de universiteit.
Dat de studies geneeskunde moesten gemoderniseerd worden, bleek meer en meer. Samen met andere professoren zoals de gerenommeerde Giovanni Battista Morgagni (1682-1711) publiceerde hij een pamflet om het achterhaald medisch onderwijs te hervormen.
Knips Macoppe overleed ten gevolge van een longontsteking in 1744. Zijn vermogen ging naar zijn vier kinderen uit het huwelijk met Anna Maria Fabris.